# کمینه‌سازی ریسک ساختاری
کمینه‌سازی ریسک ساختاری (به انگلیسی Structural Risk Minimization - SRM) یک اصل استقرایی کاربردی در یادگیری ماشین است. در یادگیری ماشین به طور معمول، یک مدل معمول (یا تعمیم‌یافته) می‌بایست از یک مجموعه داده محدود انتخاب شود که اغلب منجر به بیش‌برازش خواهد شد؛ یعنی مدل بیش از حد با ویژگی‌های مجموعه آموزشی تنظیم شده و برای تعمیم به داده‌های جدید ضعیف خواهد بود. کمینه‌سازی ریسک ساختاری یک اصل در یادگیری ماشین است که با متعادل کردن پیچیدگی مدل در برابر موفقیت آن در جاسازی و برازش داده‌های آموزشی و در نتیجه کاهش ریسک‌های ساختاری، مشکل مذکور را برطرف نموده و در نتیجه یک مدل متعادل ایجاد می‌کند.
به زبان ساده‌تر، کمینه‌سازی ریسک ساختاری اصل یا الگوریتمی است که میان دو هدف «تمایل به ساخت پیش‌بینی‌کننده‌ترین مدل (به طور مثال با حداقل خطا)» و «تمایل به ساده نگه‌داشتن مدل (به طور مثال استفاده از نظم‌دهی قوی)» تعادل برقرار می‌کند. به عنوان مثال، تابعی که مقدار خطا + نظم‌دهی را بر روی مجموعه داده آموزش کمینه می‌کند یک الگوریتم کمینه‌سازی ریسک ساختاری است.
این اصل برای اولین بار در سال ۱۹۷۴ میلادی در کتابی با عنوان «نظریه بازشناخت الگو» توسط ولادیمیر وپنیک و الکسی چرووننکیس بیان شده و از بُعد وپنیک-چرووننکیس استفاده می‌کند.